# Seychelles Broadcasting Corporation

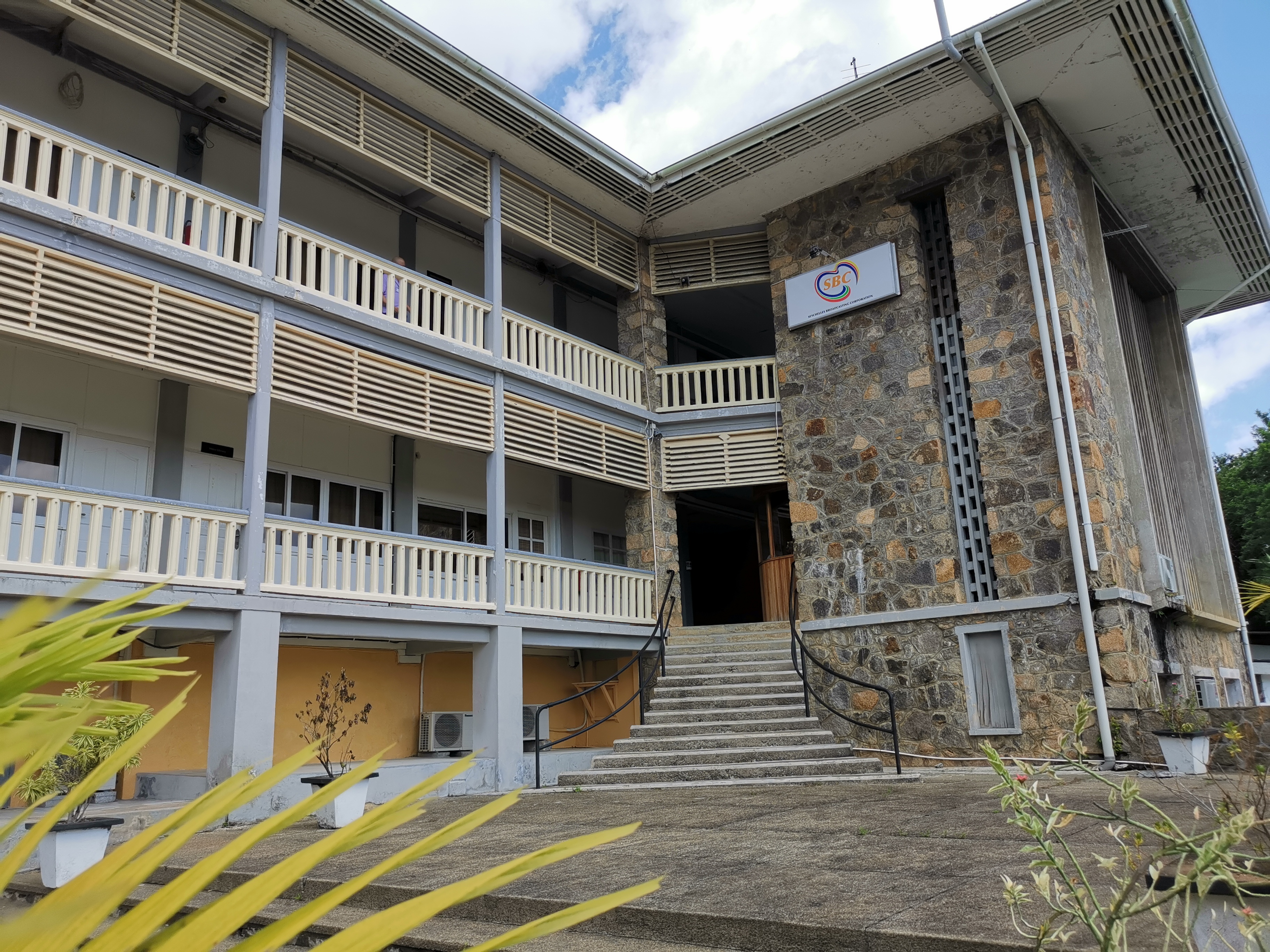
Hauptsitz der Rundfunkanstalt (2022)

Die Seychelles Broadcasting Company (SBC) ist die nationale Rundfunkanstalt der Seychellen mit dem Auftrag, die Bevölkerung der Seychellen zu informieren, aufzuklären und zu unterhalten. Die auf dem Hügel von Hermitage, Mont Fleuri, gelegene SBC besitzt und betreibt die drei Fernsehkanäle SBC1, SBC2 und SBC3. Darüber hinaus besitzt das Unternehmen auch zwei der größten Radiosender des Landes, Paradise FM und Radyo Sesel.
Der SBC strahlt auf seiner DTT-Plattform auch frei empfangbare internationale Fernsehdienste aus. Zu diesen Sendern gehören Al Jazeera, DW, TV5 Monde, TiVi5, TV5 Lifestyle, CGTN, CGTN French, RT und France 24. Der SBC ist außerdem für die Weiterleitung zweier internationaler Radiosender verantwortlich: Radio France Internationale (RFI) und British Broadcasting Corporation (BBC World Service) auf UKW.

Gegründet wurde die SBC am 20. Juli 1965 und hat ihren Hauptsitz in der Hermitage Road in Victoria (der Hauptstadt der Seychellen). Der aktuelle Intendant ist Gérard Lafortune.

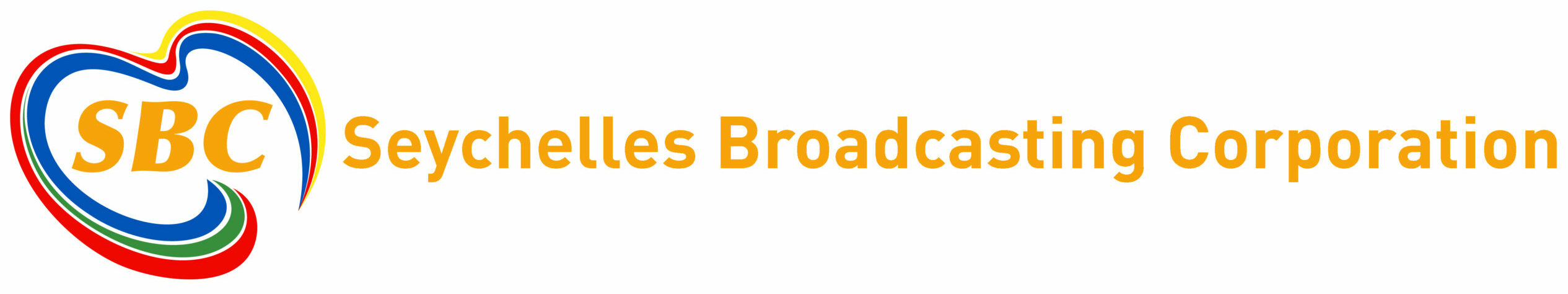
Logo (SBC)

## Rechtliche Stellung
Die SBC orientiert sich an Artikel 168 der Verfassung, der eine staatlich finanzierte, aber unabhängige Rundfunkanstalt vorsieht.
Der Staat stellt sicher, dass alle Rundfunkmedien, die er besitzt, kontrolliert oder die einen Beitrag aus dem öffentlichen Fonds erhalten, so beschaffen und verwaltet sind, dass sie unabhängig vom Staat und vom politischen oder sonstigen Einfluss anderer Körperschaften, Personen oder politischer Parteien funktionieren können.
Für die Zwecke von Klausel (1) müssen die in dieser Klausel genannten Rundfunkmedien vorbehaltlich dieser Verfassung und aller anderen Gesetze Möglichkeiten und Erleichterungen für die Darstellung abweichender Ansichten bieten.
Mit dem SBC-Gesetz von 2011 wurde SBC als unabhängige Körperschaft gegründet, die von einem vom Präsidenten der Republik ernannten Vorstand verwaltet wird. Im Jahr 2017 wurde mit dem neuen SBC Act (SBC Amendment Act 2017) die Art und Weise, wie Vorstandsmitglieder ernannt werden geändert und der Posten des stellvertretenden CEO wurde eingeführt.